# Herzen schlagen laut
Herzen schlagen laut (Originaltitel Hearts Beat Loud) ist ein musikalisches Filmdrama von Brett Haley. Der Film feierte am 26. Januar 2018 im Rahmen des Sundance Film Festivals seine Premiere, wo er als Abschlussfilm gezeigt wurde, und erzählt von einem alternden Hipster, von dessen Tochter und von ihrer gemeinsamen Leidenschaft für Musik. Am 8. Juni 2018 kam der Film in ausgewählte US-Kinos.

## Handlung
Frank Fisher ist Witwer und betreibt einen Plattenladen in Brooklyn, der nicht besonders gut läuft. Seit seine Frau bei einem Fahrradunfall starb, ist er alleinerziehender Vater. Sein ganzes Leben hat er sich um die gemeinsame Tochter Sam gekümmert, die beim Tod ihrer Mutter noch ein Kind war, und brachte ihr in dieser Zeit Klassiker wie die Marx Brothers und Jeff Tweedy nah. Seither teilen sie ihre Leidenschaft für Musik. Ihre Geburtsurkunde kann oder will Frank nicht finden, ohne die sich Sam jedoch nicht am College einschreiben kann.
Nachdem er zusammen mit seiner Tochter einen Song geschrieben hat, erlebt er eine Welle der Popularität, denn sie befinden sich nun im digitalen Zeitalter, und seine Musik wird von der Spotify-Gemeinschaft positiv aufgenommen. Sam weiß nicht, ob sie bei ihrem Vater bleiben oder die Stadt verlassen soll, um in Kalifornien eine Ausbildung zu beginnen. Frank wollte den Plattenladen, den er nunmehr schon seit 17 Jahren besitzt, ohnehin nur so lange betreiben, bis seine Tochter aus dem Haus ist.
Dann sind da noch seine Vermieterin Leslie und Franks bester Freund Dave, der sich einst als Schauspieler versuchte, jedoch nur einen einzigen Auftritt in einem Broadway-Stück hatte.

## Produktion

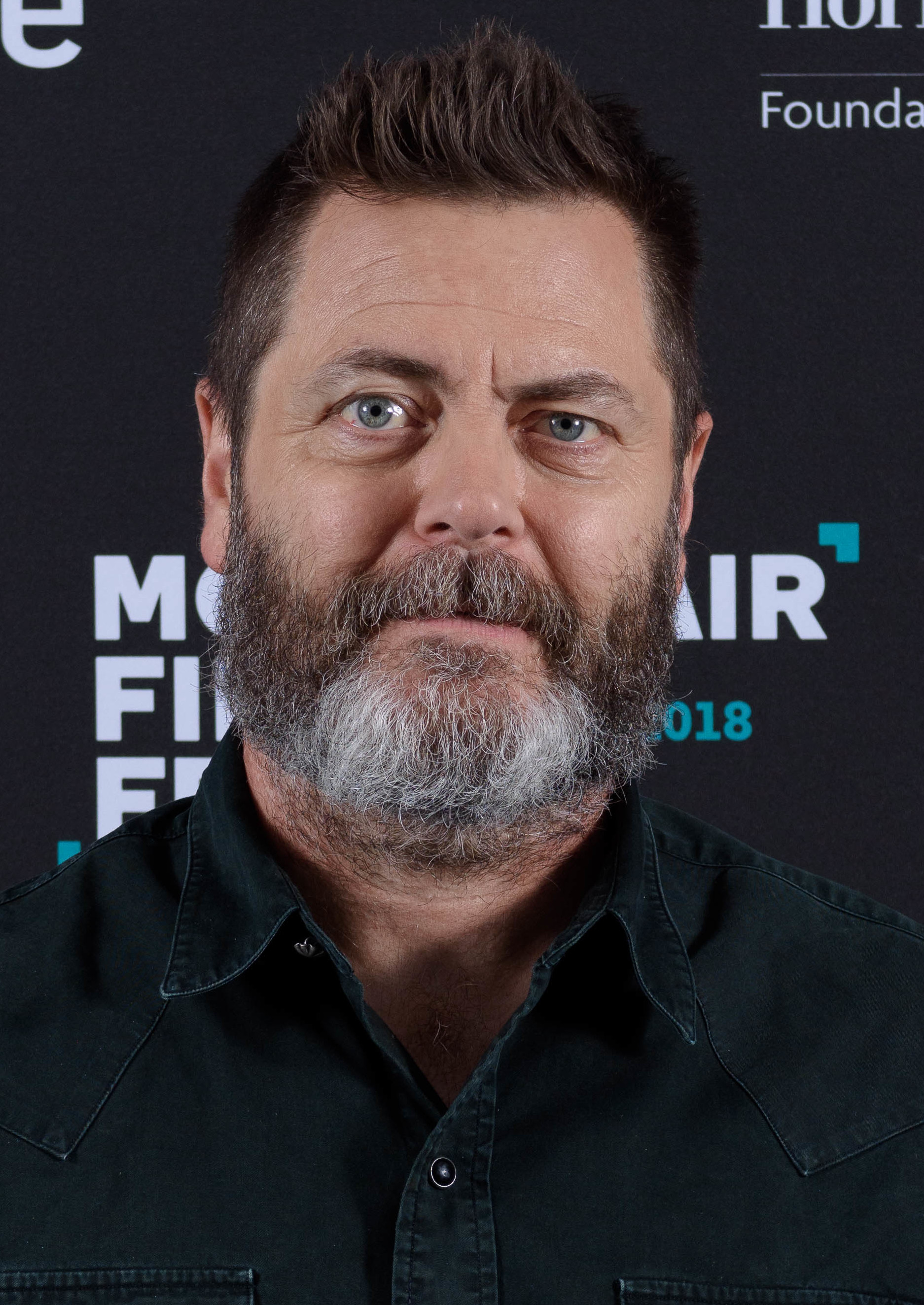
Nick Offerman, hier beim Montclair Film Festival 2018, spielt Frank Fisher

### Stab und Besetzung
Regie führte Brett Haley, der gemeinsam mit Marc Basch auch das Drehbuch zum Film schrieb. Haley wuchs in Key West und Pensacola in Florida auf, absolvierte das Filmprogramm der School of the Arts der University of North Carolina und lebt derzeit in Brooklyn, wo der Film auch gedreht wurde.
Der Regisseur schrieb die Rolle des Vaters in Hearts Beat Loud extra für Nick Offerman, mit dem er bereits bei The Hero zusammenarbeitete. Sowohl Nick Offerman als auch Kiersey Clemons, die seine Tochter Sam spielt, singen im Film selbst. Für weitere Rollen wurden Ted Danson, Sasha Lane, Blythe Danner und Toni Collette verpflichtet.

### Filmmusik und Veröffentlichung
Die Filmmusik komponierte Keegan DeWitt. Im Titelsong Hearts Beat Loud, den DeWitt bereits zuvor geschrieben und 2009 auf seinem Album Islands veröffentlicht hatte, heißt es: „I miss you when you're not around / Not so simple just to say outloud all those words / I feel when I'm alone / I won't hear you calling, 'Don't leave me here alone'.“ Dieser Song gab auch dem Film seinen Titel. Der Soundtrack zum Film, der insgesamt 13 Musikstücke umfasst, darunter auch den Song Hearts Beat Loud in mehreren Versionen, wurde am 8. Juni 2018 von Milan Records auf CD und als Download veröffentlicht.
Der Film feierte am 26. Januar 2018 im Rahmen des Sundance Film Festivals seine Premiere, wo sich Gunpowder & Sky die Rechte für Nordamerika sicherte. Ab 14. März 2018 wurde der Film beim South by Southwest Film Festival vorgestellt, im April 2018 beim Atlanta Film Festival. Am 8. Juni 2018 kam der Film in ausgewählte US-Kinos. Im Juni 2018 wurde der Film beim Sydney Film Festival als Abschlussfilm gezeigt, im August 2018 beim Melbourne International Film Festival. Die internationalen Vertriebsrechte liegen bei Park Circus.

## Rezeption

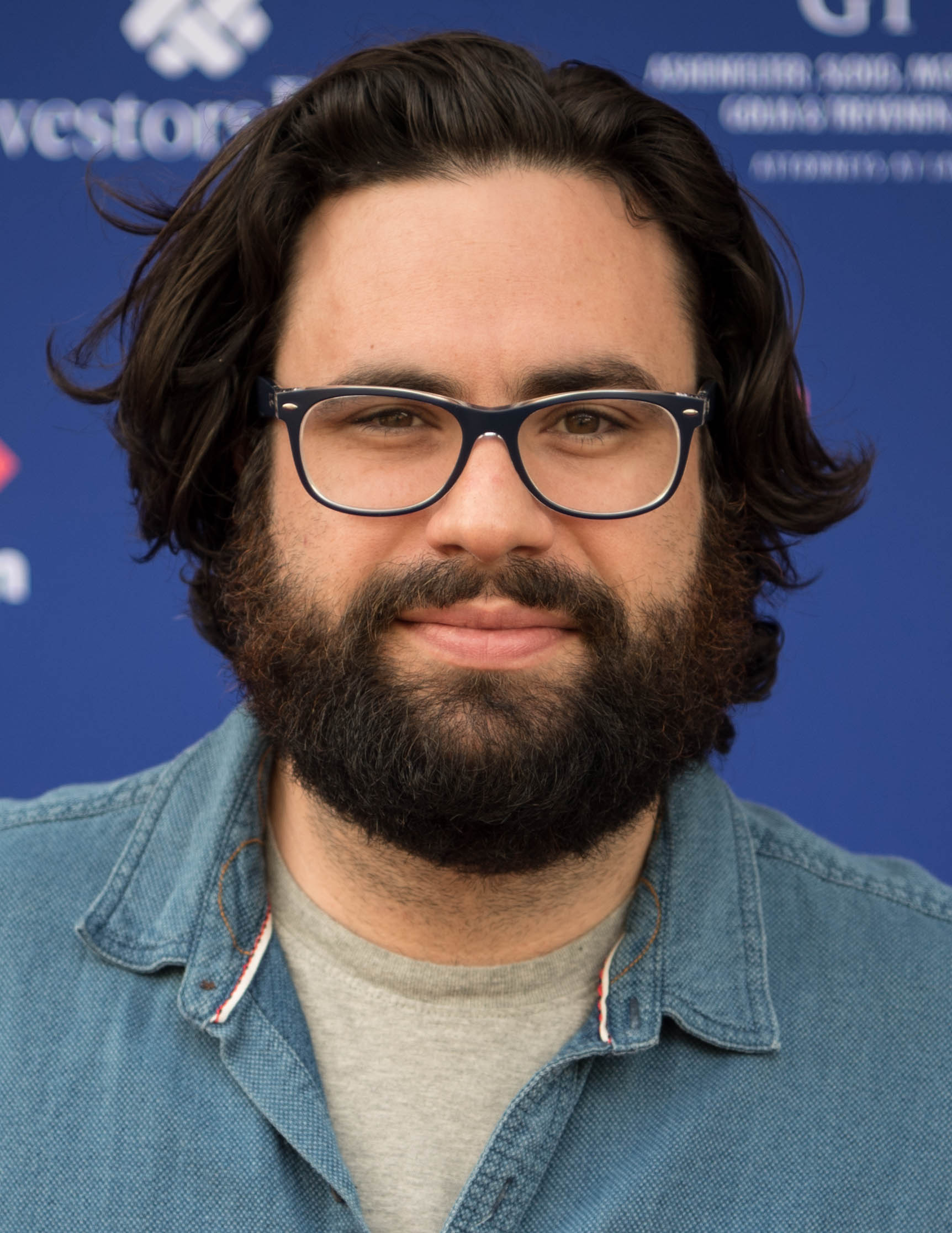
Regisseur Brett Haley

### Altersfreigabe und Kritiken
In den USA wurde der Film von der MPAA als PG-13 eingestuft. In Deutschland wurde er von der FSK ohne Altersbeschränkung freigegeben.
Der Film konnte bislang 92 Prozent der bei Rotten Tomatoes aufgeführten Kritiker überzeugen und erhielt hierbei eine durchschnittliche Bewertung von 7,2 der möglichen 10 Punkte. Zudem ging der Film aus den 20th Annual Golden Tomato Awards in der Kategorie Best-Reviewed Musicals/Music Movies 2018 als Drittplatzierter hervor.
John DeFore von The Hollywood Reporter beschreibt den Film als „aufrichtige, gelegentlich berührende Familiendramedy mit Musikhintergrund.“ Brian Tallerico von RogerEbert.com nennt den Film „eine wirklich süße, lustige und geradezu sympathische Komödie.“
Neil Miller von Film School Rejects meint, der wahre Zauber liege nicht in der Art und Weise, wie sich die Geschichte entfaltet, sondern in den menschlichen Momenten. Weiter sagt Miller, Hearts Beat Loud sei voll von dem, was sein Titel verspricht: Herz. Und in diesem Herzen gebe es ein Lied.
Amy Nicholson von Variety schreibt, Kiersey Clemons beweise, dass sie die richtige Besetzung ist.

### Auszeichnungen (Auswahl)
Edinburgh International Film Festival 2018
- Nominierung für den Publikumspreis[19]

Sarasota Film Festival 2018
- Auszeichnung mit dem Publikumspreis als Best Narrative Feature Film (Brett Haley)

Traverse City Film Festival 2018
- Auszeichnung als Bester U.S.-Fiction-Film (Brett Haley, geteilt mit Scott Cooper für Hostiles)[20]

Wisconsin Film Festival 2018
- Auszeichnung mit dem Publikumspreis als Best Narrative Feature (Brett Haley)